# 清風情報工科学院
清風情報工科学院（せいふうじょうほうこうかがくいん）は、大阪府大阪市阿倍野区丸山通に所在する専門課程の専修学校。学校法人清風明育社が運営する。
理事長は平岡龍人、校長は平岡憲人。
前身は大阪ガスグループのオージスコンピュータ学院専門学校で、2001年に清風学園グループの一員に加わった。理事長の平岡龍人は、清風学園グループ創立者である平岡宕峯の三男。

## 概要
1988年に、大阪ガスおよび同子会社であるオージス総研により設立。情報処理教育を中心とした職業教育を行う専門学校であった。2001年より、学校法人清風学園のグループ下で運営されることになり、清風学園専務理事（当時）平岡龍人が理事長に就任した。2001年に、校名を「オージスコンピュータ学院専門学校」から「清風情報工科学院」に変更した。
2002年には、情報処理教育に加えて、大学編入準備教育、また、留学生を対象とした日本語教育が始まった。また、アメリカ、オーストラリア、インドの大学・カレッジとの提携が行われた。
日本のIT企業への就職の為、韓国の東西大学、東義科学大学とも提携し、IT就職特別コースを設けている。

## 沿革
公式ページ「教育理念・沿革」を参照。
- 1988年3月11日 - オージー総合学園、オージスコンピュータ学院専門学校が大阪府より設立認可を受ける
- 2001年 - 学校法人清風学園専務理事である平岡龍人が理事長に就任。校名を清風情報工科学院に変更
- 2002年 - 社会人向けコースであるキャリア情報技術学科（キャリア専攻科）を設立。シドニーウエストインターナショナルカレッジ (SWIC)、ジョージタウン大学と提携開始
- 2003年 - 日本語学科を増設。大阪電気通信大学との提携を開始。ヒューマンネットワークコース（大学編入コース）の学生募集を開始
- 2005年 - インド・JSS工科学院と提携開始
- 2018年 - シリコンバレー日本カレッジと提携開始
- 2020年 - スリランカ・ホライゾンカレッジインターナショナルと提携開始
- 2021年 - グローバルIT学科設立。川崎重工と提携開始
- 2022年 - インド・Parul大学と提携開始。ウクライナ学生支援会を立ち上げ、ウクライナ避難民学生を受入

## 構成
- 工業専門課程
  - デザイン・コンピュータ学科
    - 研究コース（4年制/「海外留学を含む」タイプAと「海外留学なし」タイプBに分かれる）
    - 応用コース（3年制/「海外留学を含む」タイプAと「海外留学なし」タイプBに分かれる）
    - 基礎コース（2年制）
    - いずれも職業実践専門課程

  - 入学後、2年次以降に以下の専攻・コースを選択する。
    - デザイン・イラスト専攻
      - Webデザイン（ホームページ）コース
      - ビジュアルデザイン（広告）コース

    - ゲーム専攻
      - ゲームプログラムコース
      - グラフィック・アニメーションコース

    - 情報処理・ネットワーク専攻
      - システム・エンジニアコース
      - IT総合コース

  - グローバルIT学科（2年制）
    - 職業実践専門課程（申請中）

- 文化・教養専門課程
  - キャリア専攻科（1年制）
  - 日本語学科（1.5／2年制）
    - 法務省告示校

- 別科
  - 日本語教師養成講座
    - 文化庁届け出済み
    - 登録実践研修機関及び登録日本語教員養成機関
    - 特定一般教育訓練講座指定

## 提携校
- ジョージタウン大学（アメリカ）
- ウェストシドニー大学（オーストラリア）
- JSS工科学院（インド）
- パルル大学（インド）
- ホライゾンカレッジインターナショナル（スリランカ）
- タイグエン経済財政短期大学（ベトナム）
- 東西大学校（韓国）[要出典]
- 東義科学大学（韓国）[要出典]
- 昌信大学（韓国）[要出典]
- 棗庄学院（中国）[要出典]